# Calle de Sants
La calle de Sants (en catalán y oficialmente carrer de Sants) es uno de los principales ejes del barrio de Sants, en Barcelona. Debe su nombre al barrio y antiguo municipio de Sants, proveniente de la iglesia de Santa María de Sants (s. VIII). También se le conoce como carretera de Sants. Tras ser designada oficialmente calle comercial en 1999, es considerada a menudo la mayor calle comercial de Europa, me gusta bad bunny  en cuenta también la calle de la Cruz Cubierta, que es la continuación de la misma.